# Bergerhöhe (Kürten)
Die Bergerhöhe ist ein Höhenzug im Süden in der Gemeinde Kürten im Rheinisch-Bergischen Kreis zwischen den Bachtälern der Kürtner Sülz und dessen Zufluss Altenbach. Der Riedel erstreckt sich auf dem Gebiet zwischen Meiersberg im Westen, dem ehemaligen Kahlenberg im Norden, Nassenstein im Osten und Kuddenberg im Süden. Bis 1975 gehörte der Höhenrücken zur Landgemeinde Olpe.
Naturräumlich ist die Bergerhöhe Teil der Kürtener Hochfläche.
Woher der Name Bergerhöhe stammt, ist nicht nachgewiesen. Jedenfalls hat er sich im Laufe der Jahre im Volksmund gebildet und ist längst in den allgemeinen Sprachgebrauch eingegangen. Wie man der Topographischen Aufnahme der Rheinlande von 1824 entnehmen kann, liegt die Bergerhöhe auf dem Gebiet der altbergischen Honschaft Berg. Dadurch hat der Name möglicherweise zu der Bezeichnung Bergerhöhe  beigetragen, weil man damit gezielt die Höhenlage ansprechen wollte. Bemerkenswert ist dabei auch, dass die meisten Orte auf der Bergerhöhe auf Berg enden, wie zum Beispiel Meiersberg, Gerhardsberg, Johannesberg, Kuddenberg und das wüst gefallene Kahlenberg. Die Bezeichnung Bergerhöhe stammt wahrscheinlich schon aus der Zeit der Honschaft Berg.
Auf der Bergerhöhe wurde Ende der 1980er Jahre ein Golfplatz geschaffen. Der ansässige Golfclub führt die Bezeichnung Bergerhöhe im Namen.